# Pilaria formosicola
Pilaria formosicola är en tvåvingeart som beskrevs av Alexander 1929. Pilaria formosicola ingår i släktet Pilaria och familjen småharkrankar.
Artens utbredningsområde är Taiwan. Inga underarter finns listade i Catalogue of Life.